# Apple TV+
 (транскр.  Епл ТВ плус) америчка је претплатничка услуга видео-стриминга чији је власник Apple Inc. Покренут је 1. новембра 2019. у бројним државама. Приказује оригиналне филмове и телевизијске серије које производи Apple Studios.
Apple TV+ је препознатљив по приказивању квалитетног садржаја, према оценама критичара и гледалаца. Након кратког периода постојања, приказао је бројне програме који су освојили међународна признања, међу којима су серија Тед Ласо која је освојила Еми за најбољу хумористичку серију и филм CODA који је награђен Оскаром за најбољи филм.

## Историја

### Порекло
За Apple се већ дуго причало да је заинтересован за покретање услуге стриминг телевизије, а 2015. године је започео преговоре са разним телевизијским студијима и програмерима о обједињавању свог садржаја за пакет стримовања телевизије уживо. Преговори су се распали због различитих погледа на то како вредновати садржај, недостатка транспарентности детаља и личности главног преговарача предузећа Apple, Едија Кјуа.
У октобру 2016. године, извршни директор предузећа Apple Тим Кук је рекао да телевизија „изузетно занима мене и друге људе овде”. Додао је да је Apple „почео да се фокусира на неки оригинални садржај” који је назвао „сјајном приликом за нас и са становишта стварања и са становишта власништва. Дакле, то је подручје на које смо фокусирани.”

### Особље
У јуну 2017. године, Apple је почео да предузима прве велике кораке у формирању своје нове телевизијске јединице ангажујући копредседнике студија Sony Pictures Television, Џејмија Елрихта и Зека ван Ембурга, који ће надгледати све аспекте видео програма у свету. Стицање особља и финансијска улагања брзо су уследили, јер је доведено много додатних људи.

### Извештаји о развоју
У мају 2018. године пријављено је да се од предузећа Apple очекује да започне сестрински пројекат са оригиналном услугом садржаја и почне да продаје претплате на одређене видео услуге директно путем своје ТВ апликације на iOS и tvOS, уместо да тражи од власника Apple уређаја да се претплате на те услуге путем апликација појединачно преузетих из продавнице апликација предузећа Apple.
У октобру 2018. објављено је да ће Apple дистрибуирати њихов будући оригинални садржај путем дигиталне видео услуге која је још у развоју и која ће се налазити у њиховој ТВ апликацији која је унапред инсталирана на свим iOS и tvOS уређајима. Очекивало се да ће услуга садржати и оригинални садржај, бесплатан за власнике Apple уређаја, као и претплатне „канале” од застарелих медијских предузећа као што су HBO и Starz, што ће омогућити купцима да се пријаве за услуге само на мрежи. Касније тог месеца, даље је објављено да је Apple намеравао да уведе услугу у Сједињеним Државама током прве половине 2019. године и да ће проширити своју доступност на око 100 земаља у месецима након првог покретања.

### Детаљи најава
25. марта 2019. Apple је одржао догађај за штампу како би најавио Apple TV+. На догађају је Apple показао најаву свог предстојећег оригиналног садржаја и формално најавио део његовог садржаја, а глумци и продуценти везани за тај садржај појавили су се на сцени. Најављени садржај обухватао је серију Помагачи, прву серију организације Sesame Workshop, продуцента серије Улица Сезам прве пројекте Опре Винфри за Apple TV+, укључујући документарни филм под радним насловом Токсични рад о сексуалном узнемиравању на радном месту, документарну серију о менталном здрављу као оживљавање Оприног клуба љубитеља књига као самосталну телевизијску серију.
10. септембра 2019.  је објавио да ће Apple TV+ бити покренут 1. новембра 2019. по цени од 4.99 америчких долара месечно (са једнонедељним бесплатним пробним периодом) за налог који се може делити са до шест чланова породице. Apple је такође најавио да ће поклонити Apple TV+ годину дана бесплатно свима који купе нови Apple TV, Mac, iPad, iPhone или iPod Touch почев од истог дана. Студенти претплатници месечне услуге Apple Music по сниженој цени такође имају Apple TV+ у пакету за сада, без додатних трошкова.

## Програм
Током најаве Apple TV+, Apple је објавио бројна истакнута имена писаца, редитеља и звезда која ће бити представљена у услузи. Apple је одлучио да искористи веома велики буџет издвојен за услугу да плати познате уметнике и таленте високог профила као „мачју метку” да привуче гледаоце на Apple TV+.
Од марта 2019. године, пет предстојећих серија већ је завршило производњу, а још шест је већ увелико почело снимање. 10. септембра 2019.  је објавио да ће Apple TV+ имати осам оригиналних серија (седам сценаријских и једну неценаристичку) и један оригинални документарац који ће бити доступни при покретању, са плановима за покретање новог оригиналног садржаја сваког месеца након тога. Очекује се да ће се већина серија покренути са три епизоде, с тим што ће нова епизода излазити недељно након тога, иако је Apple изјавио да неће све серије следити овај модел и да би неке серије уместо тога могле бити покренуте одједном.
Рано реакција критичара на већи део програма услуге била је помешана са лошом, али са коментаторима који су предвиђали да ће Apple имати времена да прерасте у нову улогу као добављач садржаја и да производи добро гледани садржај, посебно због бесплатних годину услуге која је обезбеђена са многим куповинама Apple производа, примамио би кориснике да наставе да гледају, а неки би на крају и платили претплату, како излазе нове серије.